# إدوارد بانتينغ
إدوارد بانتينغ (بالإنجليزية: Edward Bunting)‏ هو موسيقي أيرلندي، ولد في 1773 في مقاطعة أرما في المملكة المتحدة، وتوفي في 21 ديسمبر 1843 في دبلن في جمهورية أيرلندا.

## وصلات خارجية
- إدوارد بانتينغ على موقع ميوزك برينز (الإنجليزية)
- إدوارد بانتينغ على موقع ديسكوغز (الإنجليزية)